# Стерьос Влахвеис
Стерьос Влахвеис (на гръцки: Στέργιος Βλάχβεης), понякога Влахбеис (Βλάχμπεης) или Вайраклис (Βαϊρακλής), известен в българските източници като капитан Щерю, e гъркомански капитан на гръцка андартска чета в Източна Македония.

## Биография
Роден във влашко семейство в българо-влашкото гъркоманско градче Долна Джумая (днес Ираклия, Гърция). Първоначално е четник в андартската чета на капитан Зервас (Дукас Дукас), а в края на 1906 година Влахвеис наследява ранения през септември и умрял през януари 1907 година капитан Атанас Хаджипантазиев (Танасис Хадзипантазис) като капитан на джумайската андартска чета. Влахвеис действа във Валовищко и Сярско. Първите му действия са насочени срещу дейци на Румънската пропаганда, действащи в Долна Джумая и Горни Порой, а след това и срещу българските чети на ВМОРО в района.
На 12 януари 1907 година Влахвеис и Никос Дзавелас, преоблечени като просяци, убиват в Долна Джумая местния жител влах Михалусис Маргаритис, който дава къщата си под наем за българско училище и българска църква.
На 13 септември 1907 година Влахвеис заедно с Насос Фенгарас убива българина Динка, предал андартския капитан Димитър Гоголаков месец по-рано. През есента на 1907 година Влахбеис се оттегля в Атина, а след завръщането си в Македония действа на Халкидическия полуостров и в района на езерото Тахино.
След Младотурската революция четата на Влахвеис тръгва от планината Холомонда, минава през Нигрита и Долна Джумая и става първата чета, която влиза в Сяр на 22 юли 1908 година. Дори и при Хуриета капитан Стерьос продължава да тероризира българските села. Когато през август 1908 село Елшан решава да се откаже от Патриаршията и подава заявление с 95 подписа, серският гръцки комитет изпраща в селото Влахвеис, който пристига в Елшан в неделя, 23 август, с петима андарти и заплашва с убийство водачите на българското движение. Търси лидера на българската партия Димитър Авальов, който обаче успява да избяга в Сяр.
По време на Балканска война влиза с чета в Нигрита. След Междусъюзническата война е дългогодишен кмет на Долна Джумая. След смъртта му на централния площад на Долна Джумая е издигнат негов паметник.
Племенник на Стерьос Влахвеис е гръцкият политик Менелаос Влахвеис.